# Wahlen 1970
◄◄ | ◄ | 1966 | 1967 | 1968 | 1969 | Wahlen 1970 | 1971 | 1972 | 1973 | 1974 | ► | ►►

Weitere Ereignisse
Die Liste der Wahlen 1970 umfasst Parlamentswahlen, Präsidentschaftswahlen, Referenden und sonstige Abstimmungen auf nationaler und subnationaler Ebene, die im Jahr 1970 weltweit abgehalten wurden.

## Termine
| Land                             | Datum                | Link zur Wahl 1970                                        | Link zur vorigen Wahl | Bemerkungen                                                                   |
| -------------------------------- | -------------------- | --------------------------------------------------------- | --------------------- | ----------------------------------------------------------------------------- |
| Lesotho                          | 27.–28. Jan.         | Parlamentswahl in Lesotho                                 | 1965                  |                                                                               |
| Liechtenstein                    | 30. Jan. und 1. Feb. | Landtagswahl in Liechtenstein                             | 1966                  |                                                                               |
| Costa Rica                       | 1. Februar           | Parlamentswahl in Costa Rica                              |                       | [ 1 ]                                                                         |
| Österreich                       | 22. Februar          | Landtagswahl in Kärnten                                   | 1965                  |                                                                               |
| Guatemala                        | 1. März              | Parlamentswahl in Guatemala                               |                       | [ 2 ]                                                                         |
| Österreich                       | 1. März              | Nationalratswahl in Österreich                            | 1966                  |                                                                               |
| El Salvador                      | 8. März              | Parlamentswahl in El Salvador                             | 1968                  | [ 3 ]                                                                         |
| Finnland                         | 15.–16. März         | Parlamentswahl in Finnland                                | 1966                  |                                                                               |
| Österreich                       | 15. März             | Landtagswahl in der Steiermark                            | 1966                  |                                                                               |
| BR Deutschland                   | 22. März             | Bürgerschaftswahl in Hamburg                              | 1966                  |                                                                               |
| Österreich                       | 5. April             | Gemeinderatswahl in St. Pölten                            | 1965                  |                                                                               |
| Rhodesien                        | 10. April            | Parlamentswahl in Rhodesien                               |                       |                                                                               |
| Kolumbien                        | 19. April            | Parlamentswahl in Kolumbien                               |                       | [ 4 ]                                                                         |
| Südafrika                        | 22. April            | Parlamentswahl in Südafrika                               |                       | [ 5 ]                                                                         |
| Gambia                           | 24. April            | Volksentscheid in Gambia                                  |                       | Entscheidung über Umwandlung in eine Präsidialrepublik                        |
| Dominikanische Republik          | 16. Mai              | Parlamentswahl in der Dominikanischen Republik            |                       | [ 6 ]                                                                         |
| DDR                              | 19. Mai              | Kommunalwahlen in der DDR                                 | 1965                  |                                                                               |
| Ceylon                           | 27. Mai              | Parlamentswahl in Ceylon                                  |                       | [ 7 ]                                                                         |
| Kamerun                          | 7. Juni              | Parlamentswahl in Kamerun                                 |                       | [ 8 ]                                                                         |
| Italien                          | 7.–8. Juni           | Regionalwahlen in Italien (15 Regionen)                   | –                     |                                                                               |
| BR Deutschland                   | 14. Juni             | Landtagswahl in Niedersachsen                             | 1967                  |                                                                               |
| BR Deutschland                   | 14. Juni             | Landtagswahl in Nordrhein-Westfalen                       | 1966                  |                                                                               |
| BR Deutschland                   | 14. Juni             | Landtagswahl im Saarland                                  | 1965                  |                                                                               |
| Sowjetunion                      | 14. Juni             | Parlamentswahl in der Sowjetunion 1970                    |                       | [ 9 ]                                                                         |
| Vereinigtes Königreich           | 18. Juni             | Unterhauswahlen                                           | 1966                  |                                                                               |
| Mexiko                           | 5. Juli              | Parlamentswahl in Mexiko                                  |                       | [ 10 ]                                                                        |
| Zypern                           | 5. Juli              | Parlamentswahl in Zypern                                  |                       | [ 11 ]                                                                        |
| Marokko                          | 21. und 28. Aug.     | Parlamentswahl in Marokko                                 |                       | [ 12 ]                                                                        |
| Chile                            | 4. September         | Präsidentschaftswahlen in Chile                           |                       |                                                                               |
| Madagaskar                       | 6. September         | Parlamentswahl in Madagaskar                              |                       | [ 13 ]                                                                        |
| Albanien                         | 20. September        | Parlamentswahl in Albanien                                |                       | [ 14 ]                                                                        |
| Schweden                         | 20. September        | Wahl zum Schwedischen Reichstag                           | 1968                  |                                                                               |
| Niger                            | 1. Oktober           | Präsidentschaftswahlen in Niger                           | 1965                  |                                                                               |
| Österreich                       | 4. Oktober           | Landtagswahl in Tirol                                     | 1965                  |                                                                               |
| Niger                            | 22. Oktober          | Parlamentswahlen in Niger                                 | 1965                  |                                                                               |
| Tansania                         | 30. Oktober          | Parlamentswahl in Tansania                                |                       | [ 15 ]                                                                        |
| Vereinigte Staaten               | 3. November          | Wahl zum Repräsentantenhaus der Vereinigten Staaten       | 1968                  |                                                                               |
| Vereinigte Staaten               | 3. November          | Wahl zum Senat der Vereinigten Staaten                    | 1968                  |                                                                               |
| Treuhandgebiet Pazifische Inseln | 3. November          | Parlamentswahlen im Treuhandgebiet Pazifische Inseln 1970 | 1968                  |                                                                               |
| Vereinigte Staaten               | 3. November          | Gouverneurswahlen in den Vereinigten Staaten              |                       |                                                                               |
| Färöer                           | 7. November          | Løgtingswahl                                              | 1966                  |                                                                               |
| BR Deutschland                   | 8. November          | Landtagswahl in Hessen                                    | 1966                  |                                                                               |
| Brasilien                        | 15. November         | Parlamentswahl in Brasilien                               |                       | [ 16 ]                                                                        |
| Demokratische Republik Kongo     | 15. November         | Parlamentswahl im Kongo                                   |                       | [ 17 ]                                                                        |
| BR Deutschland                   | 22. November         | Landtagswahl in Bayern                                    | 1966                  |                                                                               |
| Elfenbeinküste                   | 29. November         | Parlamentswahl in der Elfenbeinküste                      |                       | [ 18 ]                                                                        |
| Pakistan                         | 7. Dezember          | Parlamentswahl in Pakistan                                | 1954                  | erste Wahl seit der Unabhängigkeit und einzige Wahl vor der Teilung Pakistans |
| Obervolta                        | 20. Dezember         | Parlamentswahl in Obervolta                               |                       | [ 20 ]                                                                        |